# Z전설 ~끝없는 혁명~
Z덴세쓰~오와리나키카쿠메이~(일본어: Z伝説 〜終わりなき革命〜, ゼットでんせつ 〜おわりなきかくめい〜)는 모모이로 클로버 Z의 네번째 싱글이다(인디즈・한정출하를 더하면 통산 9번째). 2011년 7월 6일에 스타 차일드를 통해 발매되었다.

## 개요
디스크 자켓 및 뮤직 비디오에는 멤버 전원이 전대물 영웅풍의 의상을 입었다.